# Belgrado Challenger 2006
Il Belgrado Challenger 2006 è stato un torneo di tennis facente parte della categoria ATP Challenger Series nell'ambito dell'ATP Challenger Series 2006. Il torneo si è giocato a Belgrado in Serbia dal 13 al 19 febbraio 2006 su campi in sintetico indoor.

## Vincitori

### Singolare
Janko Tipsarević ha battuto in finale  Tomáš Cakl che si è ritirato sul punteggio di 6–4, 4-1

### Doppio
Michael Kohlmann /  Alexander Waske hanno battuto in finale  Ivo Minář /  Jan Minář con il punteggio di 7–6(3), 6–3